# هالوکسازولام
هالوکسازولام (انگلیسی: Haloxazolam) (در ژاپن با نام تجاری Somelin)، دارویی از مشتقات بنزودیازپین است. این دارو دارای خواص خواب آور مشابهی مانند داروهای بنزودیازپین تریازولام، تمازپام و فلونیترازپام است و به همین دلیل برای درمان بی خوابی اندیکاسیون دارد.